# Като-Ахаия
Ка́то-Ахаи́я, также Ка́то-Ахе́я (греч. Κάτω Αχαΐα — «Нижняя Ахаия») — малый город в Греции. Административный центр общины (дима) Дитики-Ахаия в периферийной единице Ахея в периферии Западная Греция. Расположен на высоте 38 метров над уровнем моря, близ побережья залива Патраикос на Пелопоннесе, в 23 км к юго-западу от города Патры. Население 6618 человек по переписи 2011 года.
8 декабря 1845 года (ΦΕΚ 32Α) административный центр общины Дими (Δήμος Δύμης) был перемещён из Ано-Ахаия («Верхняя Ахаия») в Като-Ахаия.

## Сообщество Като-Ахаия
Сообщество создано 28 августа 1912 года (ΦΕΚ 256Α). 18 мая 1990 года (ΦΕΚ 75Α) создана одноимённая община (дим). 4 декабря 1997 года (ΦΕΚ 244Α) община Като-Ахаия упразднена, сообщество Като-Ахаия вошло в общину Дими, Като-Ахаия стала административным центром общины. 7 июня 2010 года (ΦΕΚ 87Α) община Дими была упразднена, сообщество Като-Ахаия вошло в общину Дитики-Ахаия, Като-Ахаия стала административным центром общины. В сообщество входит 5 населённых пунктов. Население 6880 человек по переписи 2011 года. Площадь 11,98 квадратных километров.
| Населённый пункт    | Население (2011), человек |
| ------------------- | ------------------------- |
| Алике               | 144                       |
| Като-Ахаия          | 6618                      |
| Монитеика           | 18                        |
| Паралия-Като-Ахаиас | 91                        |
| Писо-Сикея          | 9                         |

## Население
| Год  | Население, человек |
| ---- | ------------------ |
| 1991 | 5426               |
| 2001 | 5734               |
| 2011 | ↗ 6618             |